# Lincoln’s Inn Fields Theatre

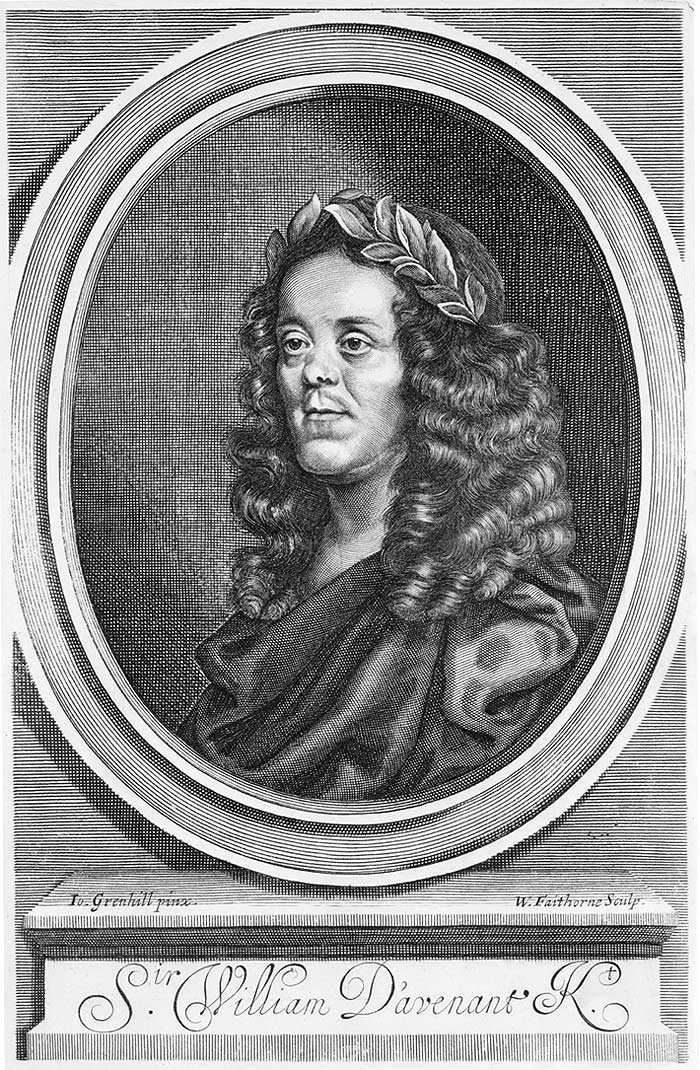
William Davenant wandelte 1661 den Lisle’s Tennis Court in ein Theater um. Sein Ensemble spielte auch nach seinem Tode dort weiter.

Das Lincoln’s Inn Field Theatre, auch Lincoln’s Inn Field Playhouse (von englisch play (Theaterstück)), war ein englisches Theater, welches aus dem Lisle’s Tennis Court entstanden ist. Es stand an der Portugal Street, nahe dem heute größten öffentlichen Platz in London, den Lincoln’s Inn Fields.
Der Lisle’s Tennis Court wurde als Ballhaus (vergleichbar heutigen Tennishallen) gebaut und später in zwei Zeitabschnitten als Theater genutzt: 1661–1674 und 1695–1705. Während der ersten Periode wurde das Theater Lincoln’s Inn Fields Playhouse oder auch The Duke’s Playhouse, The New Theatre, aber auch The Opera genannt. Das Haus wurde danach abgerissen und durch ein zweckorientiertes Theatergebäude für einen dritten Zeitraum ersetzt: 1714–1728. Das Tennishallentheater war das erste öffentliche Theater in London, welches bewegliche Kulissen hatte. Eine Technik, die bald Standard in den Theatern der Restaurationszeit wurde.

## Hintergrund
König Charles II. ließ gleich nach seiner Inthronisierung 1660 wieder öffentliche Theateraufführungen zu. Da er zuvor während seines Frankreichexils die französische Kultur und auch das französische Theater erlebt hatte, wünschte er sich mit diesen Impressionen eine neue Theaterlandschaft in England zu gestalten.
Hierzu erteilte er am 21. August 1660 dem Dramatiker Thomas Killigrew und Sir William Davenant die vorläufige Erlaubnis, jeweils eine Theatergesellschaft („Company“) zu gründen. Killigrews King’s Company wurde dabei vom König selbst gestützt und gefördert; Davenants Duke’s Company erhielt das Patronat von dessen Bruder, dem Duke of York, dem späteren König Jakob II. Diese vorläufigen Privilegien wurden später durch ein Letters Patent ersetzt, verbunden mit einer Zementierung eines erblichen Theatermonopols für die Patentinhaber („Theatre Royal“).

## Architektur
Es gibt keinerlei Abbildungen des Inneren des Lincoln’s Inn Theatres, aber bestimmte Aspekte der Ausgestaltung erklären sich durch die übliche Ausstattung der nachfolgenden Schauspielhäuser der Restaurationszeit. Ein gutes Beispiel gibt das Innere des Theatre Royal in Richmond, England, welches Elemente des Restaurationstheaters enthält und bis heute existiert. Lincoln’s Inn Fields Theater war sehr klein und wurde ursprünglich als Tennishalle genutzt.
Die Ehefrau von Thomas Lisle, Anne Tyler und ein Mann namens James Hooker entwickelten den Indoor-Tennisplatz am Lincoln’s Inn Platz im Winter 1656. Tennishallen, die im Tudorstil konstruiert wurden, waren lange Gebäude mit hohen Innendecken und Zuschauerrängen. Ihre Größen waren ungefähr 75 Fuß (23 m) lang und 30 ft (9,11 m) breit und entsprachen damit auch der Größe damaliger Theater. Tennishallen wurden oftmals für Theateraufführungen genutzt, da sie durch die schmale rechteckige Bauweise und erhöhten Sitzreihen (Galerien) einen ähnlichen Aufbau wie Theater aufwiesen. Der Lisle’s Tennis Court war ebenfalls ca. 23 m kang und 9 m breit und konnte nur 650 Personen fassen. Tatsächlich aber, so resümiert Milhous, war die recht kleine Kapazität des Hauses Ursache dafür, dass die dort residierende Duke’s Company sich alsbald nach einer neuen Spielstätte umschaute (Milhous 71). Die Bühne war geneigt und hatte einen sanften Übergang zur Senkrechten im hinteren Bühnenbereich, was die perspektivische Ansicht verstärkte. Der Zuschauerraum war unterteilt in den Pit, Logen und Galerien. Der Pit hatte Bänke ohne Rückenlehne und stieg leicht nach hinten an. Wie es für die billigen Plätze des Pits üblich war, saß hier das lauteste und ungehobelste Publikum, meist Männer. Die Logen beherbergten Aristokraten und andere Menschen höherer Schichten, welche gerne mit ihren Ehepartnern erschienen und auch gesehen werden wollten. Die Galerie wurde von der niederen Klasse bevölkert, hauptsächlich die, die Oberklasse begleitende, Dienerschaft.
Die englische Bühne, in Abweichung zu französischen oder italienischen Theatern, hatte eine sehr tiefe Vorbühne um den Akteuren ausreichenden Platz für die Darbietungen zu ermöglichen (siehe Apron Stage). Das Orchester des Lincoln’s Inn Fields Playhouse befand sich unter der Bühne. Die Vorbühne ragte über einen halben Meter heraus, um den Orchestergraben vollständig abzudecken und die größtmögliche Nähe zum Publikum zu gewährleisten. Eine weitere Besonderheit englischer Theater waren die typischen Proszeniumtüren auf beiden Seiten der Bühne, welche darüber noch einen Balkon hatten, der ebenfalls bespielt werden konnte. Kandelaber sorgten für Licht im Raum und manuell bewegliche Kulissen dynamisierten die Darstellung.

## Die Duke’s Company
Sir William Davenant erhielt bereits 1639 das Theaterpatent von König Karl I., konnte es aber durch das vom „Langen Parlament“ erteilte Theaterverbot nicht nutzen. Als das Theaterwesen wiederhergestellt worden war, wollten Davenant und ein Mann namens Thomas Killigrew wieder Theater in England machen. Killigrew bekam die Zusicherung, dass er „eine Kompanie [Ensemble] und ein Theater aufbauen dürfe, versehen [mit dem Recht], dass seine Company und die von Davenant die einzigen beiden sein sollen, welchen es erlaubt ist, in London zu spielen“ (Hotson 199). Davenant entwarf daraufhin einen gemeinsamen Vertrag, und nach langen Debatten darüber, ob ihre künftiges Auftreten im Theaterwesen eventuell die Befugnisse des Master of the Revels (einer Art Zensurbehörde und festordnende Einrichtung) beschnitt oder nicht, wandten sie sich an Karl II., der seine Zugeständnisse erneut bestätigte.
Es zeichnete sich recht bald ein Wettbewerb zwischen den beiden Gesellschaften ab. Beide Kompanien bespielten Häuser, welche den englischen Bürgerkrieg und das Interregnum überdauert hatten (darunter das Cockpit Theatre und das Salisbury Court Theatre), unternahmen aber große Anstrengungen, eigene Häuser zu erwerben, welche den aktuellen Bedürfnissen des Publikums weit mehr entgegenkamen. Sie griffen hierzu einen Hinweis des Königs auf, welcher diese Idee aus seinem französischen Exil mitgebracht hatte, nämlich wirtschaftlich kränkelnde Ballhäuser in Theater umzuwandeln.
Im März 1660 unterzeichnete Davenant einen Pachtvertrag über den Lisle’s Tennis Court, um ihn nach Renovierung und Umbau als Theater nutzen zu können. Zum Zwecke einer Erweiterung kaufte er noch angrenzendes Land dazu. Killigrews Theater an der Vere Street (im Gibbon's Tennis Court) eröffnete jedoch im November 1660 zuerst. Davenant verwandte mehr Mühe auf das Design, so dass Lincoln’s Inn Fields erst am 28. Juni 1661 eröffnete. Allerdings war es dann das erste Theater Großbritanniens, welches bewegliche bzw. austauschbare Kulissen hatte sowie einen Proszeniumbogen. Große Kulissenbilder konnten in Bodenrillen sanft und mechanisch zwischen – oder auch während – den einzelnen Akten ausgetauscht werden.
Zur Eröffnung wurde eine umgearbeitete Neuproduktion von Davenants Oper The Siege of Rhodes angesetzt, welche auch als die erste englische Oper gilt. Der spätere Schauspielstar Thomas Betterton trug den Prolog vor. Die Aufführung erregte derart viel Aufmerksamkeit, dass der König selbst zusammen mit seiner Tante Elisabeth Stuart erstmals ein öffentliches Theater besuchte. Dieses Stück am Lincoln’s Inn Fields Playhouse „leerte Killigrews Theatre“ regelrecht, schrieb Milhous. Milhous legte auch dar, dass beide Kompanien „vorsätzliche, frontale Kollisionen provozierten, indem sie die selben Stücke ansetzten“ (19). Auch der Tagebuchschreiber und hingebungsvolle Theaterbesucher Samuel Pepys notierte: „Die konkurrierende King’s Company spielte plötzlich vor leeren Häusern“
I went to the theatre [in Vere Street] and there I saw Claracilla (the first time I ever saw it), well acted. But strange to see this house, that use to be so thronged, now empty since the opera begun—and so will continue for a while I believe.
The Siege of Rhodes „lief 12 Tage ohne Unterbrechung mit großem Applaus“ schrieb der Souffleur John Downes. Das war ein beachtliches Ergebnis für das zu dieser Zeit überhaupt für solche Produktionen rekrutierbare Publikum. Im Verlauf des Jahres folgten weitere vielbeklatschte Produktionen der Duke’s Company in Lincoln’s Inn Fields Playhouse. Darunter Hamlet und Twelfth Night. Der Chronist Pepys ließ sich begeistert darüber aus.
Die King’s Company sah sich gezwungen, ihr eigenes, technisch unzureichendes und schlechtbesuchtes Tennisplatztheater aufzugeben und den Bau eines neuen Theaters in der Bridges Street in Auftrag zu geben, wo 1663 das neue Theater Royal eröffnet wurde – ein Vorläufer des heutigen Theatre Royal Drury Lane an gleicher Stelle.

Der Prinz Cosimo III. de’ Medici besuchte das Theater im Jahr 1669. Sein Schreiber notierte:
[Der Pit] ist umgeben mit separaten Logen, in denen sich verschiedene Abstufungen von Sitzen befinden zur größeren Bequemlichkeit der Damen und Herren, welche, passend zum liberalen Brauch des Landes, die selbe Loge teilen. Unten [im Pit] verbleibt ein großer Raum für die anderen Teile des Publikums. Die Kulissen sind auswechselbar, mit verschiedenen Transformationen und netten Perspektiven. Bevor das Stück beginnt und um das Warten weniger enervierend und unbequem zu machen, sind sehr anmutige Instrumentalstücke zu hören, mit dem Ergebnis, dass viele früh kommen, nur um diesen Teil der Unterhaltung zu genießen.

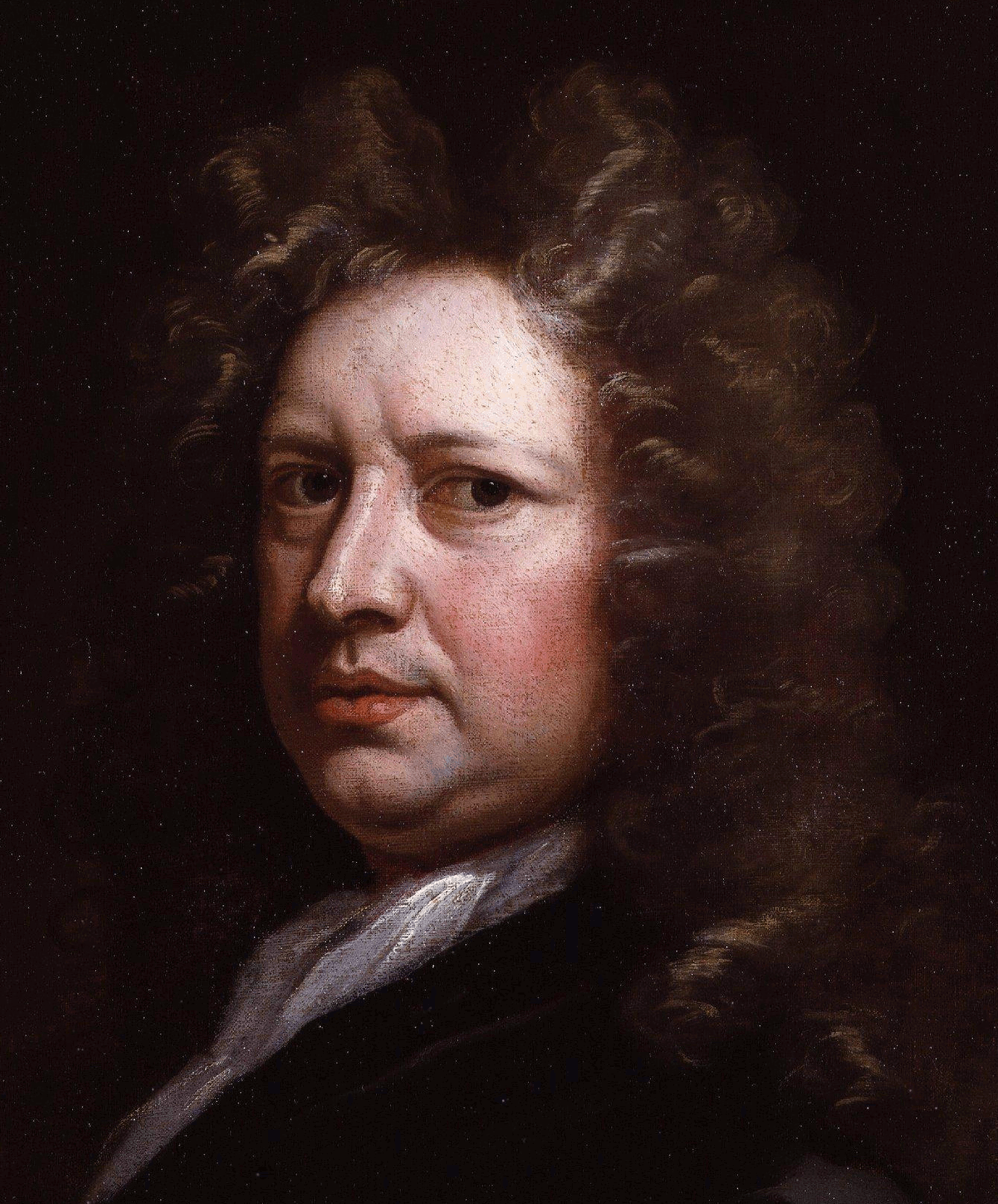
Thomas Betterton, gemalt von Godfrey Kneller

Die Grand Jury of Middlesex meldete sich am 7. Juli 1703 kritisch zu Wort, da sie bei den Aufführungen „profane, irrelevante, anzügliche, unanständige und unmoralische Ausdrücke“ bemängelte. Im Umfeld des Theaters im seinerzeit berüchtigten Westend Londons gab es auch ungenehmigte Menschenaufläufe, Aufstände, sogar Morde und andere Vergehen, aber trotz dieser Beschwerlichkeiten blieb das Theater recht populär und beliebt. So wurden dort 1700 auch Purcells „Dido and Aeneas“ sowie 1740 und 1741 die beiden letzten Opern Händels uraufgeführt („Imeneo“ und „Deidamia“).
Davenant starb 1668, und die Duke's Company, nun unter Leitung Thomas Bettertons, spielte in Lincoln’s Inns Fields noch bis 1671. Dann zogen sie um in das neu errichtete Dorset Garden Theatre, welches gut angenommen wurde und erfolgreich war. 1672 brannte das Theater in der Bridges Street nieder, und die King’s Company zog vorübergehend in das leerstehende Lincoln’s Inn Field Theater, bis ihr neues Theatre an der Drury Lane 1674 erstmals bespielt werden konnte.

## Übernahme durch Betterton
Das nicht mehr als Theater benötigte Gebäude am Lincoln’s Field wurde wieder in eine Tennishalle zurückgebaut und diente noch 20 Jahre lang diesem Zweck, bis es schloss. 1682 schlossen sich die Kings Company und die Dukes Company zur United Company zusammen und residierten gemeinsam in ihren Häusern des Theatre Royal Drury Lane und Dorset Garden Theatre. Diese Fusion verlief aber nicht ohne Konflikte, wozu auch der Theatermanager Christopher Rich in seiner recht dominanten Art beitrug. So zum Beispiel hatte jede der Kompanien bislang ihren eigenen Hamlet-Darsteller; die Frage, wer nun diese Prinzenrolle künftig einnehmen solle, führte zum Streit und nach mehrjährigen Querelen, auch über andere Streitpunkte, bat Betterton den König um Erlaubnis, eine neue Theatergesellschaft gründen zu dürfen. Betterton verließ 1695 zusammen mit einigen anderen Schauspielern (u. a. Anne Bracegirdle und Elizabeth Barry) die United Company in Richtung Lincoln’s Inn Fields, wo sie das aufgegebene Ballhaus wieder in ein Theater umbauten. Das neue Lincoln’s Inn Fields Theatre öffnete im April 1695 mit William Congreves Komödie „Love for Love“. Später kam es auch zu den Uraufführungen von Congreves Stücken „The Mourning Bride“ (1697) und „The Way of the World“ (1700).
Betterton und seine Company zogen 1705 um in das neuerrichtete Queen’s Theatre. Fünf Jahre darauf starb Betterton.

## Ende
1714, nach langem Leerstand, wurde das Lincoln’s Inn Fields Theatre abgerissen. Der Grund war die Errichtung eines neuen „echten“ Theaters unter gleichem Namen. Treibende Kraft war Christopher Rich, der nach 16 Jahren und vielen Querelen aus der Drury Lane gedrängt worden war. Rich starb jedoch kurz vor der Eröffnung des neuen Theaters 1714. Sein Sohn John, welcher 75 % der Anteile des Theaters erbte, eröffnete am 18. Dezember 1714 das Haus und führte die Geschäfte bis 1728 weiter. Am 29. Januar 1728 erfolgte die äußerst erfolgreiche Uraufführung von John Gays „The Beggar’s Opera“ (es hieß, sie machte „Rich gay and Gay rich“). Die Einnahmen ermöglichten es Rich in Covent Garden das Theatre Royal zu errichten, einem Vorgänger des heutigen Royal Opera House an dieser Stelle. Im Dezember 1732 erfolgte der Umzug.
Das Lincoln’s Inn Fields Playhouse wurde dann in der folgenden Saison 1733/34 von der Opera of the Nobility bespielt, welche unter der Leitung Nicola Porporas ihr Arianna in Nasso dort aufführte. Trotz des Einsatzes der berühmten Kastratensänger Senesino und Farinelli war dieser Spielsaison kein Erfolg beschieden. Hernach wechselte die Adelsoper, wie sie auch genannt wurde, wie zuvor Betterton in das Kings’s Theatre am Haymarket. Das Lincoln’s Inn Fields Playhouse wurde in der Spielzeit 1736/37 und dann noch einmal in der Spielzeit im Winter 1742/43 von einer Henry Giffard’s Drama Company bespielt. Auch nutzte die United Company es noch gelegentlich zu einzelnen Aufführungen.
Danach wurde das Haus als Baracke, Auktionshalle und Lagerhalle für Porzellanwaren genutzt und 1848 abgerissen, um Platz zu schaffen für einen Erweiterungsbau (Hunterian Museum) des Royal College of Surgeons.